# James Patrick Mallory
Pour les articles homonymes, voir Mallory.
James Patrick Mallory est un archéologue et un indo-européaniste américano-irlandais. Né en 1945 à San Bernardino, en Californie, il est professeur émérite à l'université Queen's de Belfast, membre de l'Académie royale d'Irlande et rédacteur en chef du Journal of Indo-European Studies.

## Formation
James Mallory reçut son Bachelor of Arts en histoire à l'Occidental College en Californie en 1967, puis servit trois ans dans l'armée de terre américaine comme sergent de la police militaire. Il reçut son doctorat en études indo-européennes de l'Université de Californie à Los Angeles (UCLA) en 1975.

## Carrière
Mallory a occupé plusieurs postes à l'université Queen's de Belfast, en Irlande du Nord, où il est devenu professeur d'archéologie préhistorique en 1998.

## Travaux
Il a travaillé sur des fouilles en Irlande, mais ses recherches se sont surtout concentrées sur le Néolithique, sur l'Âge du bronze en Europe et sur l'origine des Indo-Européens. Pour ce faire, il est partisan d'une approche intégrée qui inclut linguistique et preuves archéologiques. Cette approche l'a amené à critiquer son collègue britannique Colin Renfrew, qui localisait le foyer d'origine des Indo-Européens en Anatolie et associait leur expansion avec celle des agriculteurs du Néolithique issus d'Anatolie. Un élément central de sa position est l'affirmation que la linguistique comparée est un outil fiable, tandis que Renfrew l'aurait mise en doute à cause d'éléments qui auraient été contre sa propre thèse.
En 2006, Mallory coécrit son The Oxford Introduction to Proto-Indo-European and the Proto-Indo-European World, qui détaille sa reconstruction du langage et imagine ce qu'il dit de la société qui le parlait, à la façon de Renfrew, de Marija Gimbutas et d'Émile Benveniste avant lui.
Les études génétiques publiées depuis 2010 ont confirmé la thèse de Mallory, développée avant lui par Marija Gimbutas, selon laquelle les Indo-Européens sont originaires des steppes pontiques à partir du IVe millénaire av. J.-C., et non pas d'Anatolie au VIIe millénaire av. J.-C.

## Publications

### Monographies
- In Search of the Indo-Europeans : Language, Archaeology and Myth, Londres, Thames & Hudson, 1989.
  - traduction française : À la recherche des Indo-Européens : langue, archéologie, mythe, Paris, Seuil, 1998, 358 p.
- avec T.E. McNeill, The Archaeology of Ulster, Belfast, Dufour Editions, 1991.
- avec Victor H. Mair, The Tarim Mummies : Ancient China and the Mystery of the Earliest Peoples from the West, Londres, Thames & Hudson, 2000.
- avec Douglas Q. Adams, The Oxford Introduction to Proto-Indo-European and the Proto-Indo-European World, Oxford, Oxford University Press, 2006.
- The Origins of the Irish, Londres/New York, Thames & Hudson, 2013.
- In Search of the Irish Dreamtime : Archaeology and Early Irish Literature, Londres, Thames & Hudson, 2016.

### Direction d’ouvrages
- avec Brian M. Fagan (dir.), The Oxford Companion to Archaeology, New York/Oxford, Oxford University Press, 1996.
- avec Douglas Q. Adams (dir.), Encyclopedia of Indo-European Culture, Londres/Chicago, Fitzroy-Dearborn, 1997.

### Articles
- « Le phénomène indo-européen : linguistique et archéologie », dans Histoire de l’humanité, t. II, 30 000 à 700 av. J.-C., sous la dir. de Corinne Julien, Paris, UNESCO, 2001, p. 216–245.
- « L’hypothèse des steppes », Dossiers d’archéologie, 2010, nº 338, p. 28-35.